# Бета-адреноблокаторы
Бета-адреноблокаторы представляют собой группу фармакологических препаратов, при введении которых в организм человека происходит блокирование β-адренорецепторов. Их условно разделяют на две группы, к первой относятся блокаторы β-адренорецепторов (неселективные), ко второй — селективные (избирательные) — блокаторы β1-адренорецепторов и β2-адренорецепторов. На стадиях разработок и клинических исследований — селективные блокаторы β3-адренорецепторов.
При блокаде β1-адренорецепторов наблюдаются преимущественно кардиальные эффекты: уменьшается сила сердечных сокращений (отрицательное инотропное действие), снижается ЧСС (отрицательное хронотропное действие), угнетается сердечная проводимость (отрицательное дромотропное действие).
При блокаде β2-адренорецепторов происходит повышение тонуса бронхов, тонуса матки беременной, тонуса артериол и рост общего периферического сопротивления сосудов.
При приеме бета-адреноблокаторов наблюдается ярко выраженное снижение либидо[], как у мужчин, так и у женщин (более выражено у мужчин). Снижение либидо характерно для всех препаратов данной группы, но чем более селективен препарат, тем эффект менее значителен. Так, анаприлин оказывает наибольшее влияние, метопролол — чуть меньшее, бисопролол — ещё меньшее и т. д.
Бета-адренорецепторы присутствуют в сердечной мышце, гладких мышцах, артериях, дыхательных путях, почках и других тканях и отвечают за реакцию организма на стресс, особенно в случае стимуляции эпинефрином (адреналином). Бета-адреноблокаторы предотвращают связывание эпинефрина и других гормонов, участвующих в реакции «бей или беги», с рецептором и потому ослабляют эффекты стресса.
Бета-адреноблокаторы часто используются:
- при лечении сердечной аритмии;
- для предотвращения повторного инфаркта миокарда;
- при гипертензии.

Препараты данной группы применяются преимущественно для снижения потребления миокардом кислорода и противопоказаны лицам с тяжёлой бронхиальной астмой.